# Przełęcz Małastowska
Przełęcz Małastowska (604 m n.p.m.) – przełęcz w masywie Magury Małastowskiej w Beskidzie Niskim.
Przez przełęcz prowadzi droga wojewódzka nr 977 do przejścia granicznego Konieczna-Becherov.
Na przełęczy znajduje się cmentarz wojenny nr 60 z czasów I wojny światowej zaprojektowany przez Dušana Jurkoviča, na którym spoczywa 174 żołnierzy. Uwagę zwraca stojąca w głębi masywna budowa z bali kryta gontem, z ażurową kompozycją z drewnianych krzyży na szczycie i malowanym wizerunkiem Matki Boskiej.

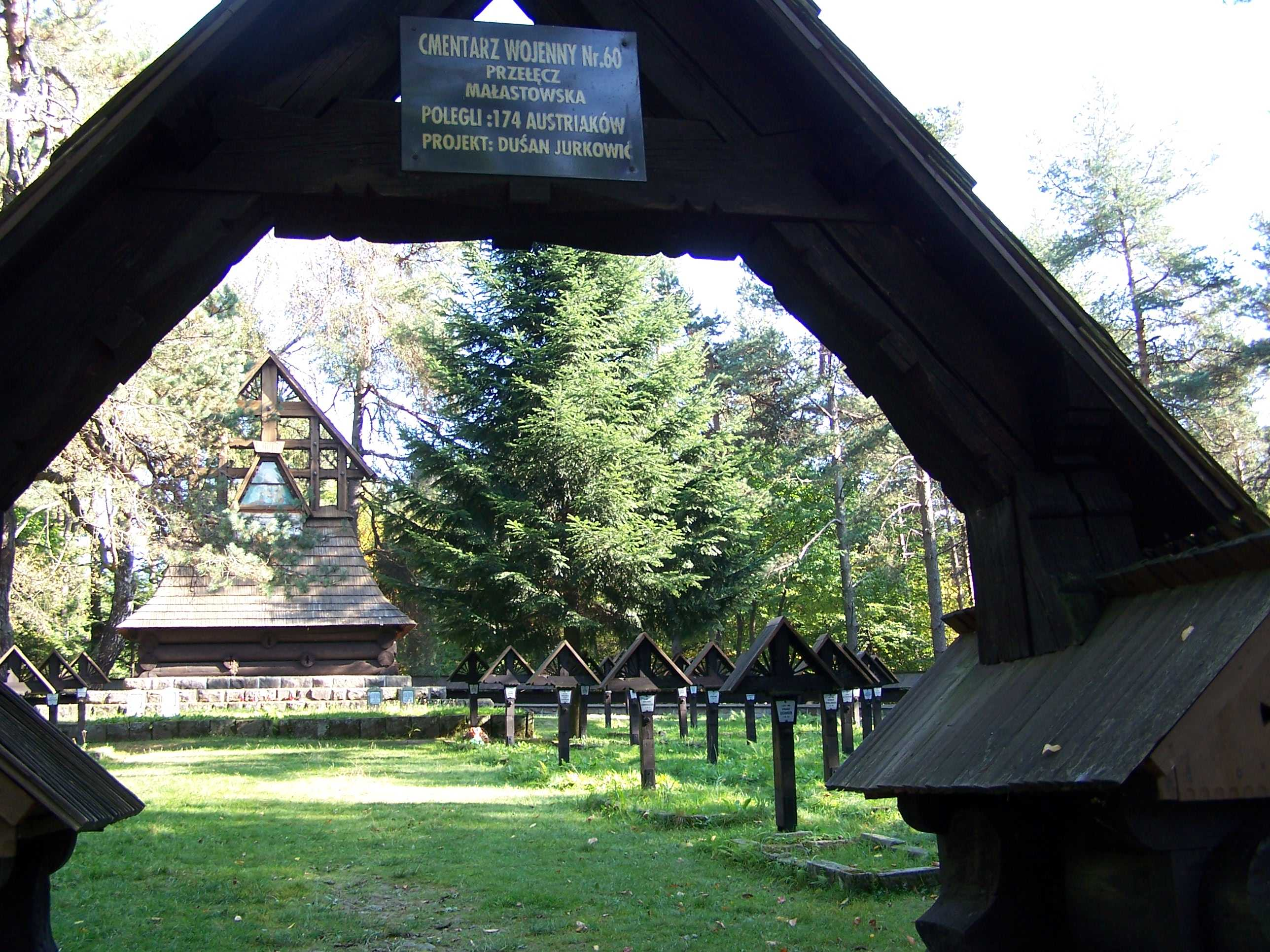
Brama wjazdowa na cmentarz wojenny nr 60, w głębi gontyna

## Piesze szlaki turystyczne
– niebieski szlak Bacówka PTTK w Bartnem – Banica – Przełęcz Małastowska (604 m n.p.m.) – Schronisko PTTK na Magurze Małastowskiej – Przełęcz Owczarska (501 m n.p.m.).